# Lada Priora
La Lada 2170 Priora était une automobile produite par la société russe AvtoVAZ, qui la commercialisait sous la marque Lada. Le modèle a été fabriqué entre le troisième trimestre 2006 et le 18 juillet 2018.
Il s'agit d'une profonde modernisation de la Lada 110 (faces avant et arrière, intérieur, mécanique, etc.), la production de cette dernière ayant été arrêtée en juillet 2007. Elle est devenue en 2009 la voiture la plus vendue en Russie, détrônant le couple Lada 2105/2107. 

## Caractéristiques
Voir tableau.
Quatre versions étaient disponibles :
- Lada 2170 : berline 4 portes (remplace la Lada 110 depuis 2007) ;
- Lada 2172 : berline 5 portes (remplace la Lada 112 depuis 2008) ;
- Lada 2171 : break 5 portes (remplace la Lada 111 depuis 2009) ;
- Lada 21726 : coupé 3 portes (remplace la Lada 112 Coupé depuis 2010).

Toutes les versions étaient équipées du même moteur 1596 cm³ 16 soupapes de 98 ch, à l'exception de la finition "standard" (bas de gamme) qui recevait l'ancien moteur 1,6 litre 8 soupapes développant 80 ch. Une évolution 106 ch est venue compléter la gamme par la suite.
Sur le plan de l'équipement, la Priora a été la première Lada à proposer l'airbag conducteur en série.

## La gamme en Russie
En Russie, deux finitions étaient au programme. Tout d'abord la version de base Norma, qui comprend :
- airbag conducteur
- précablage audio, boîtier à lunettes
- sièges et contre-portes en velours
- cendrier arrière, ordinateur de bord
- verrouillage centralisé avec télécommande
- volant réglable
- direction assistée électrique dépendant de la vitesse
- indicateur de portes/capot/coffre non fermé
- vitres électriques à l'avant
- pare-chocs couleur carrosserie
- jantes 14"
- rétroviseurs extérieurs chauffants et réglables électriquement
- peinture métallisée

Ensuite la version Lux, qui bénéficie de l'équipement de la version Norma tout en y ajoutant :
- vitres électriques à l'arrière
- airbag passager
- prétensionneurs de ceintures avant
- indicateur de ceintures non bouclées
- baguettes de protection latérales

## La gamme en France
En France et en Belgique, la Priora était importée depuis février 2010 en version 4 portes (2170), 5 portes (2172) et break (2171). À noter que la Priora était disponible en France et en Belgique en deux finitions : base et Luxe, vendues respectivement 8 990 € et 10 999 € en 5 portes 2172. Les tarifs du break 2171 s'échelonnaient quant à eux entre 9 490 € en finition de base et 11 499 € en Luxe.
En 2010, 45 Priora ont trouvé preneur en France (23 breaks 2171 et 22 berlines 2172).

## Sport
En 2009, Lada participe au championnat WTCC avec trois Lada Priora, pilotées par le britannique James Thompson, le néerlandais Jaap van Lagen et le russe Kirill Ladygin. Durement frappé par la crise économique, le constructeur russe décide de ne pas renouveler son engagement en 2010.

## La Priora SE
Pour l'année 2011, la Priora est légèrement retouchée. Présentée au Salon Automobile de Moscou fin août 2010, la Priora SE se caractérise par un nouveau bouclier qui répond aux normes des chocs avec des piétons. Ainsi, outre ce nouveau bouclier, la Priora SE se pare d'une nouvelle calandre et de nouveaux rétroviseurs, intégrant désormais des clignotants, lesquels se voient remplacés, sur les ailes, par des logos "SE" chromés. Par ailleurs, la familiale Lada reçoit un système de navigation GLONASS/GPS couplé à un système audio intégré. Les compteurs sont entièrement redessinés, de même que l'emplacement de l'ordinateur de bord, qui est modifié pour accueillir l'écran de navigation. Autre nouveauté, l'apparition des ancrages ISOFIX aux places arrière, mais aussi d'appuis-tête arrière en forme de virgule, qui permettent d'améliorer la visibilité lorsqu'ils sont rabaissés.

## 2013: la Priora restylée
En 2013, la Priora fait l'objet d'une profonde remise à jour et est à nouveau restylée. Elle reprend tous les éléments esthétiques de la Priora SE (le bouclier notamment) auxquels s'en ajoutent de nouveaux. Esthétiquement parlant, l'auto inaugure en effet une nouvelle calandre, un pare-chocs arrière revu, de nouvelles jantes en aluminium tandis qu'à l'arrière, les feux reçoivent des LED.
C'est à l'intérieur que se situent les principales modifications, la planche de bord est en effet entièrement repensée. Elle s'orne de nouveaux inserts laqués, adopte des matériaux plus valorisant et reçoit en prime une tablette tactile, à l'image de celle proposée par la récente Kalina 2. En outre, la sellerie est revue afin d'offrir davantage de confort, ces derniers peuvent désormais recevoir des airbags latéraux.
Au niveau du châssis, les changements sont également nombreux : l'auto gagne une direction recalibrée, des suspensions revues et surtout un ESP.
Bien que sa remplaçante se peaufine et que ses ventes s'effondrent en Russie, la Priora continue d'évoluer. Après une nouvelle boîte de vitesses par câble, plus précise, en novembre 2014, elle reçoit une boite pilotée à 5 rapports conçue par la firme ZF et dotée de 5 rapports, sobrement nommé « AMT ».

## Changement de positionnement
Il était initialement prévu que la Priora reste en production jusqu'en 2018 au moins, le temps du passage de flambeau avec sa remplaçante, la Lada Vesta. Pour l'occasion, la Priora aurait été une nouvelle fois restylée, gagnant ainsi la calandre en X désormais caractéristique du nouveau design de la marque ainsi que de nouveaux équipements tels que les airbags latéraux aux places arrière. Cependant, en 2015, l'association de la crise que traverse le marché automobile russe avec la très forte attente des clients pour la prochaine familiale Lada - la Vesta - a causé une chute sans précédent des ventes. Sur les 8 premiers mois de l'année, à peine 18 853 Priora ont été produites, ce qui correspond à une chute de -40,4 %.
Après avoir annoncé l'arrêt définitif de la fabrication, prévu le 17 décembre 2015, la marque est ensuite revenue sur ses propos. Le 24 novembre, il est finalement annoncé que la Priora sera conservée au catalogue.
Pour ne pas faire d'ombre à la nouvelle Vesta, et surtout pour étoffer le catalogue vers le bas, la Priora va changer de positionnement. Désormais placée sous la Lada Granta, elle devrait incarner le bas de gamme du constructeur, avec un tarif tournant autour des 350 000 roubles et un équipement logiquement restreint au strict minimum, seuls les équipements de sécurité étant conservés. Devant séduire une clientèle essentiellement rurale, la Priora devra attirer des clients auparavant habitués à acheter des véhicules d'occasion, ce qui doit à terme contribuer au redressement des ventes de Lada en Russie.